# Rivière Daniel (vattendrag i Kanada, lat 49,42, long -77,50)
Rivière Daniel är ett vattendrag i Kanada.   Det ligger i provinsen Québec, i den sydöstra delen av landet, 500 km norr om huvudstaden Ottawa. Rivière Daniel ligger vid sjön Lac Taibi.
I omgivningarna runt Rivière Daniel växer i huvudsak blandskog. Trakten runt Rivière Daniel är nära nog obefolkad, med mindre än två invånare per kvadratkilometer.